# Kisadózó vállalkozók tételes adója
A kisadózó vállalkozók tételes adója (rövid nevén: kata vagy új kata) egy magyarországi adónem, amelyet 2022-ben hozott létre a 2022. évi XIII. törvény. Az egyszerűsített adónemek közé sorolható, mivel több, a vállalkozások és magánszemélyek által fizetendő adónemet is kivált, így a szociális hozzájárulási adót (szocho), a személyi jövedelemadót (szja), az osztalékadót és a társasági adót (tao) is.
Az új kata közvetett előzményének az egyszerűsített vállalkozói adó (eva) tekinthető, mely azonban nem tételes, hanem százalékos adó volt, ezáltal nagyobb állami bevételt generált. Az eva kiváltására 2013-ban létrehozták a kisadózó vállalkozások tételes adóját (régi kata), majd pedig 2020-ban az evát megszüntették. A lépést sok kritika érte, mivel százalékos adó révén az eva igazságosabb és fenntarthatóbb volt, emellett magasabb állami bevételt generált azonos nagyságú adózói körből. A régi kata átalakításával, a jogosultak körének szűkítésével 2022. szeptember 1-jén jött létre az új kata.
2022 nyarán a kata átalakítása kapcsán felmerült az a lehetőség, hogy a kata tételes, havi 50 000 forintos részét megemelik a mindenkori minimálbér adó- és járulékterhének szintjére, ami 2025-ben 135 222 forint. Ez több tíz milliárd forintos bevételt jelentene éves szinten a költségvetésnek, ennek ellenére eddig nem valósult meg, csak a katára jogosultság szigorítása.

## Története
Az adónemet 2022. szeptember 1-jével vezette be a 2022. évi XIII. törvény a kisadózó vállalkozók tételes adójáról, korábban már létezett 2013 és 2022 között egy mind nevében, mind funkciójában nagyon hasonló, kisadózó vállalkozások tételes adója nevű egyszerűsített adónem.
Az adónem adóalanya mentesül az alábbi adónemek megállapítása, bevallása és megfizetése alól:
- vállalkozói személyi jövedelemadó (szja)
- osztalékadó
- átalányadó
- társasági adó (tao)
- személyi jövedelemadó (szja)
- szociális hozzájárulási adó (szocho)

## Adótényállás

### Adóalany
Alanya kizárólag magánszemélyeknek számlázó, főállású egyéni vállalkozó lehet.

### Adómérték
Mértéke 18 millió forintos éves árbevételig havonta 50 000 Ft. 18 millió forintos éves árbevétel felett az 50 000 forinton felül a 18 millió forint feletti rész 40%-át is meg kell fizetni.
2022 nyarán a kata átalakítása kapcsán a kormány felvetette azt a lehetőséget, hogy a kata tételes, havi 50 000 forintos részét megemelik a mindenkori minimálbér adó- és járulékterhének szintjére, ami 2025-ben 135 222 forint. Ez több tíz milliárd forintos bevételt jelentene éves szinten a költségvetésnek, ennek ellenére eddig nem valósult meg, csak a katára jogosultság szigorítása.